# 諾斯伍德足球會
諾斯伍德足球會（Northwood F.C.）是一支位於英格蘭諾斯伍德的職業足球會，目前於英格蘭足球南部聯賽甲組中部角逐。

## 外部連結
- Official website（页面存档备份，存于）